# Sabine Orléans
 (septembre 2012).
Si vous disposez d'ouvrages ou d'articles de référence ou si vous connaissez des sites web de qualité traitant du thème abordé ici, merci de compléter l'article en donnant les références utiles à sa vérifiabilité et en les liant à la section « Notes et références ».
Sabine Orléans, née le 16 mars 1960 à Düsseldorf, est une actrice allemande.

## Biographie
De 1979 à 1983, elle étudie à l'Académie de musique et d'art dramatique. De 1983 à 1989, elle a eu un engagement à l'Opéra de Wuppertal et de 1990 à 1993, à Berlin au Schiller Theater. Elle a collaboré avec, entre autres, Katharina Thalbach et Benno Besson. 
Entre 1993 et 1995 elle travaille au Burgtheater de Vienne, dirigé par Claus Peymann, puis, en 1996, est engagé au Festival de Salzbourg, et de 1996 à 1999 à la Schauspielhaus de Bochum. Depuis la saison 2000-2001, elle est membre du Deutsches Schauspielhaus de Hambourg. 
À partir de la saison 2005-2006, elle est membre du Théâtre d'État de Basse-Saxe à Hanovre, où elle joue Othello en 2007.

## Filmographie
- 1997 : Blutsverwandtschaft (série TV)
- 1999 : Late Show
- 1999 : Sonnenallee
- 1999 : Kinder der Gewalt (série TV)
- 2000 : Gesteinigt – Der Tod der Luxuslady (TV)
- 2000 : Im Fadenkreuz – Die Feuertaufe (TV)
- 2001 : Die Salsaprinzessin (TV)
- 2001 : Vorspiel mit Nachspiel (TV)
- 2002 : Die Explosion – U-Bahn-Ticket in den Tod (TV)
- 2003 : Königskinder (TV)
- 2003 : Der Mann, der zweimal stirbt (série TV)
- 2003 : Geschlecht weiblich (TV)
- 2003 : Zwei Morde und ein halber (série TV)
- 2004 : Unser Pappa – Herzenswünsche (TV)
- 2004 : Cowgirl
- 2005 : Einfache Leute (TV)
- 2005 : Wo bleibst du, Baby ? (TV)
- 2005 : Verraten und verkauft (série TV)
- 2005 : Gegen jedes Risiko (TV)
- 2005 : Unter Verdacht (série TV)
- 2005 : Siehst du mich ? (TV)
- 2005 : Der Frauenflüsterer (série TV)
- 2006 : Der Boxer (série TV)
- 2006 : Stille Tage (série TV)
- 2007 : Mein alter Freund Fritz
- 2007 : Sterben für die Erben (série TV)
- 2008 : Dr. Molly & Karl (série TV)
- 2010 : Gier (série TV)
- 2010 : Zivilcourage (TV)
- 2011 : Löwenzahn – Das Kinoabenteuer
- 2012 : Danni Lowinski (TV)
- 2012 : Der Hafenpastor